# アイン・スクナ
アイン・スクナ（アラビア語: عين سخنة, ʿAyn Sukhna ないしは ʿAin Sukhna, アイン・スフナ）は、スエズの南55kmほどにある紅海に面したエジプトの町である。

## 概要
名前は、アラビア語で温泉を意味し、東部砂漠の最北端にある山ゲベル・アタカ（アタカ山）近隣の硫黄泉に由来する。
砂浜とサンゴ礁があり、マリンスポーツや釣りが楽しめるビーチリゾート地である。
スエズの南55kmほどにあり、首都カイロから日帰り圏内にある。この地のホテルには紅海沿岸で最良ランクのものがある。

## 港
1999年に考古学者のAbd el-Raziq Mが考古学調査を行った。古王国時代頃の石碑が複数見つかっており、港として利用されていたことがわかっている。
2022年には、国際競争力を高めるための計画が行われている。